# 1948 год в музыке

## События
- 25 февраля — первый Nice Jazz Festival с Луисом Армстронгом, Стефаном Граппелли, Клодом Лютером, Милтоном Месироу и Джанго Рейнхардтом. Во время фестиваля Сюзи Делер первый раз исполнила песню «C’est si bon»
- В январе 1948 прошло «Совещание Деятелей Советской Музыки» в ЦК ВКП(б) со вступительной речью тов. А. А. Жданова.
- 11 февраля в «Правде» опубликовано Постановление Политбюро ЦК ВКП(б) Об опере «Великая дружба» В. Мурадели
- С 19 апреля по 25 апреля 1948 года в Москве в Колонном зале Дома Союзов проходил «Первый Всесоюзный Съезд Советских Композиторов».
- В 1948 году дебютировал в качестве композитора Йонас Кокконен[1].

## Выпущенные альбомы
- Christmas Songs by Sinatra (Фрэнк Синатра)

## Классическая музыка
- Антейл, Джордж — 5-я Симфония
- Антейл, Джордж — 4-я Скрипичная соната
- Арутюнян, Александр Григорьевич — Кантата о Родине
- Бацевич, Гражина — 3-й Скрипичный концерт
- Бацевич, Гражина — Концерт для струнного оркестра
- Арнольд Бакс — Фортепианный концерт для левой руки
- Блахер, Борис — Великий инквизитор, оратория
- Бриттен, Бенджамин — Опера нищих
- Брайен, Хавергал (Brian, Havergal, также William) — 7-я Симфония
- Булез, Пьер — 2-я Фортепианная соната
- Веллейус, Хеннинг (Wellejus, Henning) — Скрипичный концерт ля минор
- Кабалевский, Дмитрий Борисович — Скрипичный концерт до мажор
- Кейдж, Джон — Suite for Toy Piano (Сюита для детского фортепиано)
- Картер, Эллиотт — Cello Sonata (Виолончельная соната)
- Копланд, Аарон — Red Pony Suite («Сюита красного пони»)
- Копланд, Аарон — Clarinet Concerto (Кларнетовый концерт)
- Крам, Джордж — Alleluja для хора без сопровождения)
- Мартину, Богуслав — 3-й фортепианный концерт
- Мартину, Богуслав — The Strangler (балет)
- Мессиан, Оливье — Cantey-odaya (из Ритмических этюдов)
- Мийо, Дариус — 4-я Симфония
- Мясковский, Николай Яковлевич — 26-я Симфония
- Мясковский, Николай Яковлевич — 2-я виолончельная соната
- Пануфник, Анджей — 1-я Симфония Sinfonia Rustica
- Прокофьев, Сергей Сергеевич — Повесть о настоящем человеке (опера)
- Пуленк, Франсис — Виолончельная соната
- Роусторн, Алан(Rawsthorne, Alan) — 1-й Скрипичный концерт
- Стравинский, Игорь Фёдорович — Mass for Chorus and Double Wind Quintet (Месса)
- Тубин, Эдуард — Концерт для контрабаса с оркестром
- Шёнберг, Арнольд — 3 Folksongs (3 хора — немецкие народные песни), op. 49
- Шеффер, Пьер — Étude aux chemins de fer
- Шостакович, Дмитрий Дмитриевич — 'Из еврейской народной поэзии (вокальный цикл)
- Шостакович, Дмитрий Дмитриевич — Первый скрипичный концерт
- Шуман, Уильям — 6-я Симфония
- Энглунд, Эйнар — 2-я Симфония Blackbird

## Опера
- Буркхард, Вилли (Burkhard, Willi) Чёрный паук (Die schwarze Spinne), опера по одноимённому рассказу Е. Гот-хельфа (пост. 1949, Цюрих)
- Демут, Норман (Demuth, Norman) — Le Flambeau
- Вайдич, Габриэль фон (Wayditch, Gabriel von) — начал свою последнюю оперу The Heretics, которую он не закончил полностью, умерев в 1969 г. Однако он успел закончить клавир оперы, которая длится 8,5 часов. Она отмечена в Книге рекордов Гиннесса как самая длинная опера в мире.

## Музыкальный театр
- A La Carte Лондонская постановка
- As The Girls Go Постановка на Бродвее
- The Boltons Revue Лондонская постановка
- Caribbean Rhapsody Лондонская постановка
- Down In The Valley Постановка на Бродвее
- High Button Shoes (Jule Styne и Sammy Cahn) — Лондонская постановка
- Inside U.S.A. Постановка на Бродвее
- «Целуй меня, Кэт» Кола Портера (Porter, Cole) — Постановка на Бродвее, 1-е представл. 30 сентября в New Century Theatre; всего 1077 исполнений
- Lend An Ear Постановка на Бродвее
- Look Ma, I'm Dancin'! Постановка на Бродвее
- Love Life Постановка на Бродвее
- Magdalena Постановка на Бродвее
- Make Mine Manhattan Постановка на Бродвее
- Moonshine Постановка в Нью-Хейвене
- My Romance (Зигмунд Ромберг and Rowland Leigh), 1-е представл. в Shubert Theatre 19 октября, перенесено в Adelphi Theatre 7 декабря; всего 95 исполнений
- Oranges And Lemons Лондонская постановка
- Slings And Arrows Лондонская постановка
- That's The Ticket Постановка на Бродвее
- Where's Charley? Постановка на Бродвее, 1-е представл. 11 октября в St. James Theatre; всего 792 исполнений

## Родились

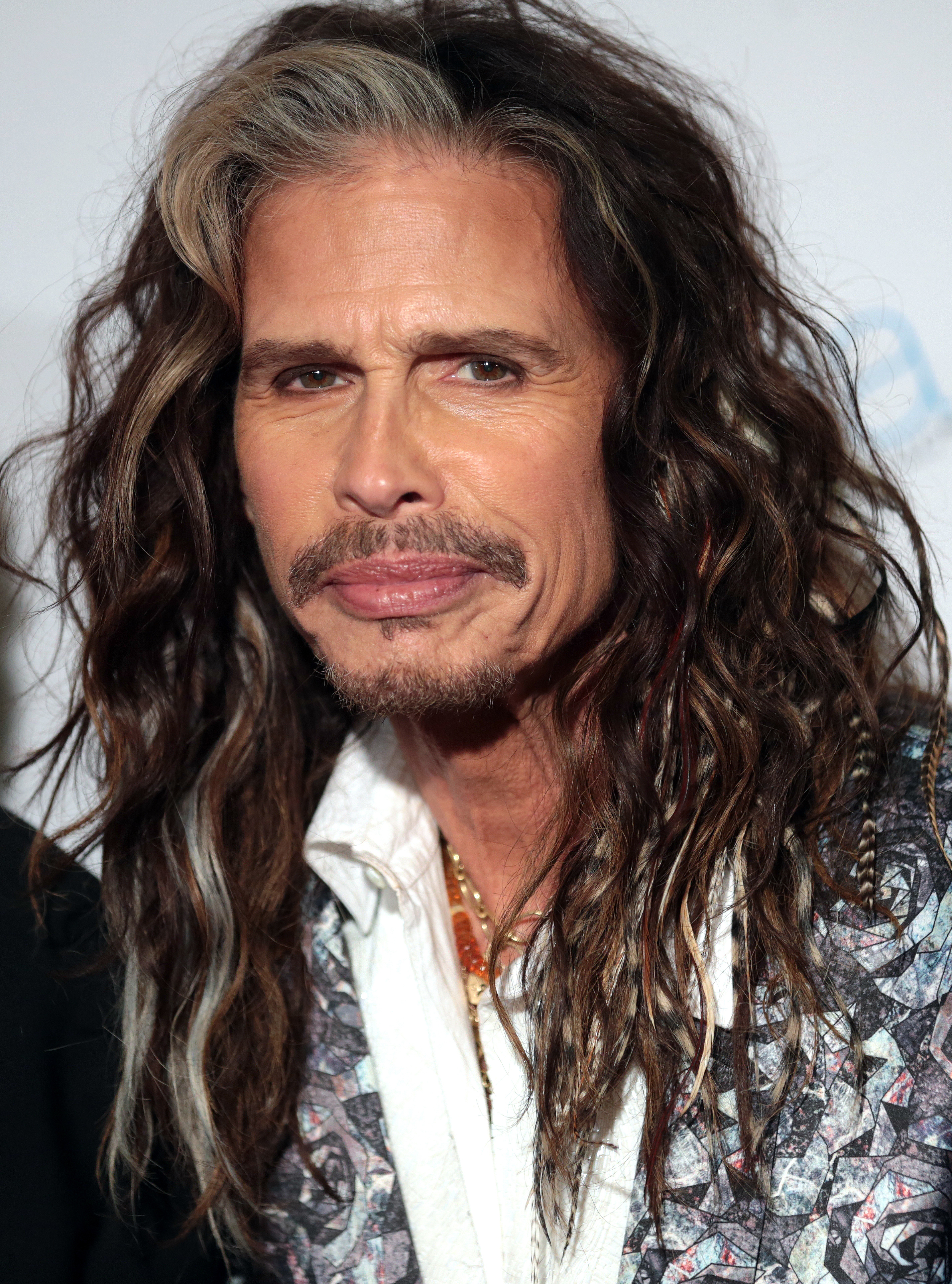
Стивен Тайлер

### Январь
- 4 января — Патрик Уэдд (ум. 2019) — канадский органист и композитор
- 7 января
  - Кенни Логгинс — американский певец, музыкант и автор песен
  - Итиро Мидзуки (ум. 2022) — японский певец, композитор, актёр и сэйю, участник группы JAM Project
- 8 января — Павел Егоров (ум. 2017) — советский и российский пианист и музыкальный педагог
- 9 января — Пол Кинг[англ.] — британский музыкант, гитарист группы Mungo Jerry
- 10 января
  - Тереза Грейвз (ум. 2002) — американская актриса и певица
  - Дональд Фейген — американский музыкант, композитор и автор песен, сооснователь и вокалист группы Steely Dan
- 14 января — Ти-Боун Бернетт — американский гитарист, автор песен и продюсер
- 15 января — Ронни ван Зант (ум. 1977) — американский музыкант, вокалист, автор песен и основатель группы Lynyrd Skynyrd
- 16 января — Джон Карпентер — американский кинорежиссёр, сценарист, продюсер и кинокомпозитор
- 23 января — Анита Пойнтер[англ.] (ум. 2022) — американская певица и автор песен, вокалистка группы The Pointer Sisters
- 26 января — Корки Лэйнг[англ.] — канадский музыкант, барабанщик группы Mountain

### Февраль
- 1 февраля — Рик Джеймс (ум. 2004) — американский певец, автор песен и музыкант
- 2 февраля — Эл Маккей[англ.] — американский музыкант, автор песен и продюсер, гитарист группы Earth, Wind & Fire
- 4 февраля — Элис Купер — американский рок-певец и автор песен
- 5 февраля
  - Дэвид Денни[англ.] — американский рок-музыкант, гитарист группы Steve Miller Band
  - Кристофер Хейден-Гест — американский и британский сценарист, композитор, музыкант, режиссёр, актер и комик
- 7 февраля — Джимми Гринспун (ум. 2015) — американский музыкант, клавишник группы Three Dog Night
- 10 февраля — Жанна Плиева (ум. 2023) — советская и российская пианистка и композитор
- 17 февраля — Хосе Хосе (ум. 2019) — мексиканский певец, музыкант и актёр
- 18 февраля
  - Анатолий Киселёв (ум. 2020) — советский и российский композитор, аранжировщик и музыкант
  - Кит Кнудсен[англ.] (ум. 2005) — американский музыкант и автор песен, барабанщик и вокалист группы The Doobie Brothers
- 19 февраля — Тони Айомми — британский музыкант, автор песен и продюсер, основатель и гитарист группы Black Sabbath
- 20 февраля — Сергей Касторский (ум. 2016) — советский и российский композитор
- 23 февраля — Стив Прист (ум. 2020) — британский музыкант, бас-гитарист и вокалист группы Sweet

### Март
- 4 марта — Крис Сквайр (ум. 2015) — британский рок-музыкант, основатель и бас-гитарист группы Yes
- 5 марта
  - Эдди Грант — британский регги-певец и музыкант гайанского происхождения
  - Ричард Хикокс (ум. 2008) — британский дирижёр
- 8 марта — Пегги Марч — американская певица
- 9 марта — Джеффри Осборн[англ.] — американский певец, музыкант и автор песен
- 12 марта — Джеймс Тейлор — американский певец, гитарист и автор песен
- 16 марта — Майкл Брюс[англ.] — американский музыкант, гитарист и клавишник группы Alice Cooper
- 18 марта — Геннадий Заволокин (ум. 2001) — советский и российский композитор, баянист и гармонист, основатель и ведущий телепередачи «Играй, гармонь любимая!»
- 22 марта
  - Эндрю Ллойд Уэббер — британский композитор
  - Рэнди Джо Хоббс[англ.] (ум. 1993) — американский бас-гитарист
- 23 марта — Дэвид Олни (ум. 2020) — американский фолк-исполнитель, гитарист и автор песен
- 24 марта — Ли Оскар — датский музыкант, исполнитель на губной гармонике группы War
- 25 марта — Майкл Стэнли[англ.] (ум. 2021) — американский певец, музыкант, автор песен и радиоведущий
- 26 марта
  - Стивен Тайлер — американский певец, музыкант и автор песен, вокалист группы Aerosmith
  - Ричард Тэнди — британский музыкант, клавишник группы Electric Light Orchestra
- 28 марта
  - Майлан Уильямс[англ.] (ум. 2006) — американский музыкант, основатель и клавишник группы Commodores
  - Джон Эван[англ.] — британский музыкант и композитор, клавишник группы Jethro Tull
- 30 марта — Джим Мангрум[англ.] — американский певец, вокалист группы Black Oak Arkansas[англ.]
- 31 марта — Адриан Энеску (ум. 2016) — румынский композитор и дирижёр

### Апрель
- 1 апреля — Джимми Клифф — ямайский певец и композитор
- 4 апреля
  - Берри Оукли (ум. 1972) — американский музыкант, басист группы The Allman Brothers Band
  - Пик Уизерс[англ.] — британский музыкант, барабанщик группы Dire Straits
- 5 апреля — Дэйв Холланд (ум. 2018) — британский рок-музыкант, барабанщик групп Trapeze и Judas Priest
- 7 апреля
  - Джон Оутс — американский певец и музыкант, вокалист и гитарист группы Hall & Oates
  - Даллас Тейлор[англ.] (ум. 2015) — американский сессионный барабанщик
- 9 апреля — Дэйв Райан[англ.] (ум. 1998) — американский бас-гитарист и певец
- 12 апреля — Лоис Ривз[англ.] — американская певица, вокалистка группы Martha and the Vandellas
- 17 апреля — Ян Хаммер — чешский композитор и пианист
- 18 апреля — Косье Вейзенбек (ум. 2021) — нидерландская скрипачка и музыкальный педагог
- 20 апреля — Крэйг Фрост[англ.] — американский музыкант, клавишник групп Silver Bullet Band и Grand Funk Railroad
- 21 апреля — Пол Дэвис[англ.] (ум. 2008) — американский певец и автор песен
- 26 апреля — Валерий Топорков (ум. 2020) — советский и российский эстрадный певец
- 27 апреля
  - Зундуин Хангал (ум. 1996) — монгольский композитор, музыкант и музыкальный педагог
  - Кейт Пирсон[англ.] — американская певица, музыкант и автор песен, основательница и вокалистка группы The B-52’s
- 29 апреля — Михаэль Кароли (ум. 2001) — немецкий музыкант и композитор, основатель, гитарист и скрипач группы Can
- 30 апреля — Уэйн Крамер[англ.] — американский певец, музыкант и автор песен, основатель, вокалист и гитарист группы MC5

### Май
- 2 мая — Ларри Гэтлин[англ.] — американский певец и автор песен
- 5 мая — Билл Уорд — британский музыкант и автор песен, барабанщик группы Black Sabbath
- 6 мая
  - Светла Бешовишка[болг.] (ум. 2016) — болгарская пианистка и музыкальный педагог
  - Мэри Макгрегор[англ.] — американская певица
- 12 мая
  - Стив Уинвуд — британский певец, музыкант и автор песен, участник групп The Spencer Davis Group, Traffic и Blind Faith
  - Иван Крал (ум. 2020) — чешский и американский музыкант, работал с Blondie, Патти Смит, Игги Попом и другими.
- 15 мая — Брайан Ино — британский музыкант и композитор, клавишник группы Roxy Music
- 19 мая — Том Скотт[англ.] — американский саксофонист, композитор и аранжировщик
- 21 мая — Лео Сейер — британский певец и автор песен
- 24 мая — Эрнст Янс[нидерл.] — нидерландский музыкант, основатель и вокалист группы Doe Maar
- 25 мая — Клаус Майне — немецкий певец, музыкант и автор песен, вокалист группы Scorpions
- 26 мая — Стиви Никс — американская певица и автор песен, вокалистка группы Fleetwood Mac
- 27 мая — Пит Сирс[англ.] — британский рок-музыкант
- 31 мая — Джон Бонем (ум. 1980) — британский рок-музыкант, барабанщик группы Led Zeppelin

### Июнь
- 15 июня — Адалят Акбарова (ум. 2022) — советская и казахская артистка балета, хореограф и балетный педагог
- 21 июня — Дон Эйри — британский сессионный музыкант, композитор и аранжировщик, клавишник группы Deep Purple
- 22 июня — Тодд Рандгрен — американский певец, музыкант, автор песен и музыкальный продюсер
- 24 июня — Патрик Мораз — швейцарский музыкант и композитор, клавишник групп Yes и The Moody Blues
- 29 июня — Иэн Пейс — британский музыкант, барабанщик группы Deep Purple

### Июль
- 3 июля — Пол Беррер[англ.] (ум. 2019) — американский музыкант, вокалист и гитарист группы Little Feat
- 4 июля — Джереми Спенсер[англ.] — британский музыкант, гитарист группы Fleetwood Mac
- 7 июля — Ларри Рейнхардт (ум. 2012) — американский рок-музыкант, гитарист групп Iron Butterfly и Captain Beyond
- 12 июля
  - Гомбло (ум. 1988) — индонезийский певец, музыкант и автор песен
  - Уолтер Иган — американский рок-певец и гитарист
  - Алексей Степанов (ум. 2015) — советский и российский дирижёр
- 15 июля
  - Артимус Пайл — американский музыкант, барабанщик группы Lynyrd Skynyrd
  - Твинкл (ум. 2015) — британская эстрадная певица и автор песен
- 17 июля — Рон Эштон (ум. 2009) — американский музыкант и автор песен, гитарист и басист группы The Stooges
- 19 июля
  - Александр Белобородов (ум. 2016) — советский и российский композитор и музыкальный педагог
  - Кит Годшо[англ.] (ум. 1980) — американский музыкант, клавишник группы Grateful Dead
- 21 июля — Кэт Стивенс — британский певец, музыкант и автор песен
- 25 июля — Стив Гудман (ум. 1984) — американский автор-исполнитель
- 26 июля — Хьерсти Альвеберг (ум. 2021) — норвежская танцовщица и хореограф

### Август
- 2 августа — Энди Фэрвэзер-Лоу — уэльский певец и музыкант, основатель и вокалист группы Amen Corner
- 13 августа — Кэтлин Бэттл — американская оперная и камерная певица (лирико-колоратурное сопрано)
- 14 августа — Брюс Томас[англ.] — британский музыкант, басист группы Elvis Costello & the Attractions
- 15 августа — Том Джонстон[англ.] — американский певец, музыкант и автор песен, основатель, гитарист и вокалист группы The Doobie Brothers
- 16 августа — Барри Хэй — нидерландский певец и музыкант, вокалист группы Golden Earring
- 19 августа
  - Сьюзен Джекс[англ.] (ум. 2022) — канадская певица, автор песен и музыкальный продюсер
  - Эллиот Лури[англ.] — американский музыкант и автор песен, гитарист и вокалист группы Looking Glass[англ.]
- 20 августа
  - Владимир Верин (ум. 2015) — советский и российский оперный певец (бас) и музыкальный педагог
  - Роберт Плант — британский певец, музыкант и автор песен, вокалист группы Led Zeppelin
- 24 августа — Жан-Мишель Жарр — французский композитор и мультиинструменталист
- 28 августа — Дэнни Серафин[англ.] — американский музыкант и продюсер, барабанщик группы Chicago

### Сентябрь
- 1 сентября — Грег Эррико[англ.] — американский музыкант, барабанщик группы Sly & the Family Stone
- 3 сентября — Дон Брюер[англ.] — американский музыкант, основатель, барабанщик и вокалист группы Grand Funk Railroad
- 6 сентября — Клэйдис Чарльз Смит[англ.] (ум. 2006) — американский музыкант, основатель и гитарист группы Kool & the Gang
- 11 сентября — Джон Мартин (ум. 2009) — британский певец и гитарист
- 13 сентября
  - Ондасын Абдуллаев (ум. 2023) — советский и казахский баянист и музыкальный педагог
  - Нелл Картер (ум. 2003) — американская певица и актриса
- 16 сентября
  - Рон Блэр[англ.] — американский музыкант, басист группы Tom Petty and the Heartbreakers
  - Кенни Джонс — британский музыкант, барабанщик групп Small Faces, Faces и The Who
- 17 сентября
  - Рафи Леавитт[исп.] (ум. 2015) — пуэрто-риканский композитор и руководитель оркестра
  - Кемал Монтено (ум. 2015) — югославский и боснийский певец и автор песен
- 19 сентября — Михаил Тимофти (ум. 2023) — советский и молдавский режиссёр, актёр, музыкант и композитор
- 26 сентября
  - Оливия Ньютон-Джон (ум. 2022) — британская и австралийская певица и актриса
  - Тайран Портер[англ.] — американский музыкант, басист и вокалист группы The Doobie Brothers
- 28 сентября — Стивен Гербер[англ.] (ум. 2015) — американский композитор
- 29 сентября — Марк Фарнер — американский рок-музыкант, основатель, вокалист и гитарист группы Grand Funk Railroad

### Октябрь
- 1 октября — Каб Кода[англ.] (ум. 2000) — американский певец, гитарист и автор песен
- 6 октября — Гленн Бранка (ум. 2018) — американский композитор и гитарист
- 8 октября — Джонни Рамон (ум. 2004) — американский музыкант и автор песен, основатель и гитарист группы Ramones
- 9 октября — Джексон Браун — американский певец, музыкант и автор песен
- 10 октября — Сайрил Невилл[англ.] — американский музыкант, барабанщик групп The Meters и The Neville Brothers
- 12 октября — Рик Парфитт (ум. 2016) — британский рок-музыкант и автор песен, ритм-гитарист и вокалист группы Status Quo
- 15 октября — Крис де Бург — ирландский музыкант, певец и композитор
- 19 октября
  - Александр Готгельф (ум. 2023) — советский и российский виолончелист
  - Патрик Симмонс[англ.] — американский певец и музыкант, вокалист и гитарист группы The Doobie Brothers
  - Питер Солли (ум. 2023) — британский органист, клавишник и музыкальный продюсер
- 23 октября — Жорди Сабатес (ум. 2022) — испанский композитор и пианист
- 24 октября — Дэйл Гриффин[англ.] (ум. 2016) — британский рок-музыкант, основатель и барабанщик группы Mott the Hoople
- 27 октября — Джанни Надзаро (ум. 2021) — итальянский певец и актёр
- 28 октября
  - Кирилл Ривель (ум. 2023) — советский и российский поэт и автор-исполнитель песен
  - Тельма Хопкинс — американская актриса и певица, вокалистка группы Tony Orlando and Dawn
- 29 октября — Татьяна Барсова (ум. 2002) — советская и российская певица и музыкальный педагог

### Ноябрь
- 2 ноября — Дмитрий Смирнов (ум. 2020) — советский и британский композитор
- 3 ноября — Лулу — британская певица и актриса
- 5 ноября — Чарльз Брэдли (ум. 2017) — американский соул-певец
- 6 ноября
  - Раштон Морив[англ.] (ум. 1981) — американский рок-музыкант, бас-гитарист группы Steppenwolf
  - Гленн Фрай (ум. 2016) — американский певец, музыкант и автор песен, основатель, вокалист и гитарист группы Eagles
- 21 ноября
  - Лонни Джордан[англ.] — американский певец, музыкант и автор песен, основатель и вокалист группы War
  - Мик Рок (ум. 2021) — британский фотограф, известный фотографиями рок-звёзд
- 22 ноября — Сародж Хан (ум. 2020) — индийская танцовщица и хореограф
- 26 ноября — Гейл Маккормик[англ.] (ум. 2016) — американская певица, вокалистка группы Smith

### Декабрь
- 3 декабря — Оззи Осборн (ум. 2025) — британский рок-певец и музыкант, основатель и вокалист группы Black Sabbath
- 4 декабря — Саутсайд Джонни[англ.] — американский певец, музыкант и автор песен
- 10 декабря — Джессика Кливз[англ.] (ум. 2014) — американская певица и автор песен
- 13 декабря
  - Джефф Бакстер[англ.] — американский музыкант, гитарист групп The Doobie Brothers и Steely Dan
  - Тед Ньюджент — американский гитарист, вокалист, автор песен и продюсер
- 15 декабря — Тосинори Кондо (ум. 2020) — японский джазовый трубач
- 17 декабря — Джим Бонфанти[англ.] — американский музыкант, барабанщик группы Raspberries
- 22 декабря — Рик Нилсен[англ.] — американский музыкант и автор песен, гитарист группы Cheap Trick
- 24 декабря — Виталий Вольфович (ум. 2016) — советский и российский баянист, музыкальный педагог и телеведущий
- 25 декабря — Барбара Мандрелл — американская кантри-певица и музыкант
- 27 декабря — Мартин Бёрч (ум. 2020) — британский музыкальный продюсер
- 31 декабря — Донна Саммер (ум. 2012) — американская диско-певица

## Скончались

### Январь
- 8 января — Рихард Таубер (56) — австрийский оперный певец и артист оперетты (тенор)
- 12 января — Владимир Голубов (39) — советский театральный критик, театровед и балетовед
- 15 января
  - Йозеф Франц Серафим Альшауский (68) — немецкий тромбонист, композитор и музыкальный педагог
  - Джек Гатри[англ.] (32) — американский певец и автор песен
- 21 января — Эрманно Вольф-Феррари (72) — итальянский и немецкий композитор
- 26 января — Игнац Фридман (65) — польский пианист, композитор и музыкальный педагог
- 29 января — Ханс Буллериан (63) — немецкий композитор и пианист

### Февраль
- 9 февраля — Карл Валентин (65) — немецкий комик, артист кабаре, режиссёр, актёр и куплетист
- 21 февраля — Фредерик Ламонд[англ.] (80) — шотландский пианист и композитор

### Апрель
- 6 апреля — Эрик Бенгтсон (50) — шведский дирижёр и композитор
- 11 апреля — Пауль Вайнгартен (61) — австрийский пианист и музыкальный педагог
- 16 апреля — Юозас Груодис (63) — литовский и советский композитор, дирижёр и музыкальный педагог
- 21 апреля — Карлос Лопес Бучардо (66) — аргентинский композитор и музыкальный педагог
- 24 апреля
  - Язепс Витолс (84) — русский, латвийский и немецкий композитор, музыкальный критик и педагог
  - Мануэль Понсе (65) — мексиканский композитор и музыкальный педагог
- 28 апреля — Режё Брада (42) — венгерский артист балета, хореограф и балетмейстер

### Май
- 17 мая
  - Ольга Самарофф (67) — американская пианистка и музыкальный педагог
  - Дэвид Эванс[англ.] (74) — уэльский композитор
- 18 мая — Франсиско Алонсо (61) ― испанский композитор

### Июнь
- 1 июня — Жозе Виана да Мотта (80) — португальский пианист, композитор, музыковед и музыкальный педагог
- 6 июня — Хенрик Лунд (72) — гренландский поэт, автор текста гимна Гренландии
- 17 июня — Берил Уоллес[англ.] (35) — американская певица, танцовщица и актриса

### Август
- 8 августа — Мэй Де Соуса (63) — американская певица и актриса
- 10 августа
  - Люсиль Боган (51) — американская блюзовая певица и автор песен
  - Эмми Хеннингс[англ.] (63) — немецкая и швейцарская поэтесса, певица, актриса и танцовщица
- 20 августа — Дэвид Джон де Ллойд[англ.] (65) — уэльский музыкант и композитор

### Сентябрь
- 2 сентября — Фридрих Буксбаум (78) — австрийский виолончелист
- 3 сентября — Матт Кэри[англ.] (56) — американский джазовый трубач
- 8 сентября — Александр Ляте (88) — эстонский и советский композитор и музыковед
- 9 сентября — Аличе Барби (90) — итальянская камерная певица (меццо-сопрано)
- 12 сентября — Руперт Д’Ойли Карт[англ.] (71) — британский владелец театра и импресарио
- 14 сентября — Вернон Далхарт[англ.] (65) — американский кантри-певец и автор песен
- 15 сентября — Жак Гордон (49) — американский скрипач русского происхождения

### Октябрь
- 4 октября
  - Давид Блок (59) — советский композитор, звукорежиссёр и дирижёр
  - Георг Куленкампф (50) — немецкий скрипач, дирижёр и музыкальный педагог
- 10 октября — Мэри Итон (47) — американская театральная актриса, певица и танцовщица
- 24 октября — Франц Легар (78) — венгерский и австрийский композитор и дирижёр

### Ноябрь
- 12 ноября
  - Василий Виноградов (74) — русский и советский композитор и скрипач
  - Умберто Джордано (81) ― итальянский оперный композитор
- 23 ноября — Узеир Гаджибеков (63) — азербайджанский советский композитор, дирижёр, музыковед и музыкальный педагог
- 24 ноября — Константин Думчев (69) — русский и советский скрипач

### Декабрь
- 2 декабря — Чано Посо (33) — кубинский перкуссионист, певец и композитор
- 5 декабря — Керри Миллз[англ.] (79) — американский композитор и музыкальный издатель
- 22 декабря — Дональд Брайан[англ.] (71) — канадский актёр, танцор и певец
- 31 декабря — Александр Васильев (70) ― русский советский фаготист и музыкальный педагог

### Без точной даты
- Кирилл Агренев-Славянский (62/63) — русский и советский композитор и хоровой дирижёр
- Никита Балабанян (52/53) — советский армянский альтист, скрипач и концертмейстер
- Пётр Фёдорович Шубин — советский композитор, дирижёр